# Leonard Fielding Chapman mlajši
Leonard Fielding Chapman mlajši, ameriški general marincev, * 3. november 1913, Key West, Florida, ZDA, † 6. januar 2000. 

## Življenjepis
Maturo je opravil na srednji šoli v DeLandu (Florida). 1931 se je vpisal na Univerzo Floride, kjer se je pridružil NROTCju. Po diplomiranju junija 1935 se je pridružil oboroženim silam ZDA.
8. julija 1935 se je pridružil Korpusu mornariške pehote Združenih držav Amerike kot rezervni poročnik.
Po končanju The Basic School (Navy Yard, Filadelfija) se je pridružil 1. bataljonu 10. marinskega polka (Quantico, Virginija), kjer je služil od aprila 1936 do avgusta 1937. Junija 1938 je končal Šolo poljske artilerije (Fort Sill, Oklahoma) in bil nato dodeljen 10. marinskemu polku (MCB San Diego, San Diego, Kalifornija).
Junija 1940 je odplul iz San Diega proti Honoluluju (Havaji). Tam je končal Topničarsko šolo na krovu USS New Orleans, preden je bil julija istega leta premeščen na USS Astoria, kjer je bil nadaljnji dve leti poveljujoči častnik marinskega odreda. 
Na krovu USS Astorie je doživel vstop ZDA v drugo svetovno vojno; sodeloval je v prvih naskokih v bitki v Koralnem morju in za Midway.
Avgusta 1942 je bil premeščen v Šole KMP ZDA, kjer je bil sprva inštruktor v artilerijskem tečaju, nato pa od oktobra 1943 izvršni častnik artilerijskega oddelka Šol.
Junija 1944 se je pridružil 1. marinski diviziji na Pacifiku. Sprva je bil operativni častnik 11. marinskega polka, nato pa poveljujoči častnik 4. bataljona 11. marinskega polka.
Po vojni se je vrnil nazaj v ZDA; sprva je os spetembra 1945 do julija 1946 služil kot tajnik generalštaba Flote mornariških sil (FMF Pacifik); nato pa od avgusta 1946 do maja 1949 kot izvršni častnik sekcije G-3 Oddelka za načrte in politiko poveljstva korpusa (HQMC, Washington, D.C.).
Nato je bil premeščen v Šole KMP ZDA (Quantico), kjer je služil kot koordinator pri rezervni artilerijski šolski enoti. Junija 1950 je končal višji tečaj Amfibijsko šolo bojevanja, nakar je bil premeščen na dolžnost šefa Skupine podpornih orožij pri razvojnem centru KMP ZDA. 
Julija 1952 je bil premeščen v Camp Pendleton (Kalifornija), kjer je prevzel dolžnost poveljujočega častnika 12. marinskega polka 3. marinske divirije. Skupaj z divizijo je avgusta 1953 odpotoval na Japonsko. Od avgusta 1954 do maja 1956 je bil poveljnik marinske vojašnice Jokozuma (Japonska).
Julija 1956 je postal poveljujoči častnik marinske vojašnice v Washingtonu, D.C. in direktor Inštituta KMP ZDA. Julija 1958 je bil poslan v Camp Lejeune (Severna Karolina), kjer je prevzel poveljstvo Force Troops FMF Atlantik. Septembra 1961 je bil imenovan za namestnika načelnika štaba sekcije G-4 poveljstva korpusa.
1. januarja 1964 je bil postavljen za načelnika štaba korpusa. 1. julija 1967 je postal pomočnik komandanta korpusa. 
4. decembra 1967 ga je predsednik ZDA Lyndon B. Johnson predlagal za 24. komandanta; 13. decembra 1967 ga je potrdil senat. 1. januarja 1968 je postal komandant Korpusa mornariške pehote Združenih držav Amerike. 
V prvem letu mandata je opravil skoraj 100.000 milj potovanj po vsem svetu, ko je obiskoval marince. Zaradi vietnamske vojne je obiskal Vietnam dvakrat leta 1968. Na koncu mandata je doživel umik 3. marinske amfibijske sile iz Vietnama in padec števila pripadnikov z 289.000 na 198.000. 
1. januarja 1972 se je upokojil in postal komisar ZDA za imigracijo in naturalizacijo.
6. januarja 2000 je umrl za rakom. 14. januarja so ga pokopali z vsemi vojaškimi častmi na pokopališču Arlington.

## Odlikovanja
- tri Navy Distinguished Service Medal;
- dve legiji za zasluge, ena z bojnim »V«;
- bronasta zvezda z bojnim »V«;
- Navy Commendation Ribbon z bojnim »V«;
- dvoje Presidential Unit Citations;
- American Defense Service Medal s flotno ploščico;
- Asiatic-Pacific Campaign Meal z eno srebrno zvezdo kot simbol petih bronastih zvezd;
- American Campaign Medal;
- National Defense Service Medal z eno bronasto zvezdo;
- Korean Service Medal;
- Korean Order of National Security Merit, First Class;
- Vietnam National Order, 2nd Class;
- United Nations Service Medal;
- Armed Forces Management Association Merit Award.

## Napredovanja
- 8. julij 1935 - rezervni poročnik
- september 1938 - nadporočnik
- april 1941 - stotnik
- maj 1942 - major
- maj 1943 - podpolkovnik
- julij 1950 - polkovnik
- 1. julij 1958 - brigadni general
- 1. november 1961 - generalmajor
- 1. januar 1964 - generalporočnik
- 1. januar 1968 - general